# Chen Yufei
Chen Yufei (chiń. 陈雨菲, ur. 1 marca 1998 w Tonglu) – chińska badmintonistka występująca głównie w grze pojedynczej, dwukrotna brązowa medalistka mistrzostw świata i srebrna mistrzostw Azji, juniorska mistrzyni świata i Azji.
W 2021 roku na igrzyskach w Tokio zdobyła złoty medal, a w 2024 roku na igrzyskach w Paryżu doszła do ćwierćfinału, gdzie przegrała z He Bingjiao.